# Veluws

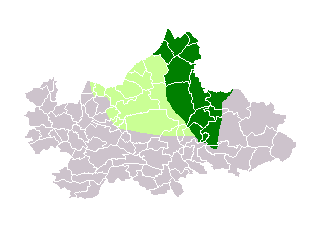
Veluws taalgebied op de kaart van Utrecht en Gelderland.

Het Veluws is een Nedersaksische variëteit die op de Veluwe wordt gesproken. Vanwege deze geografische ligging, aan de rand van het Nedersaksische taalgebied, werd het Veluws vroeger ook wel bij het Nederfrankisch ingedeeld.

## Kenmerken
Het Veluwse hoofddialect kent twee onderverdelingen: het West- en het Oost-Veluws. Deze twee dialecten lijken grotendeels op elkaar, maar verschillen enigszins wat betreft hun grammatica. Zo wordt "wij werken" in het Oost-Veluws vertaald als wie wa(a)rk(t)/wärk(t) en in het West-Veluws als wie/wulie wa(a)rken. Deze scheidslijn heet de eenheids-pluralislijn.
Het West-Veluws wordt ook wat meer beïnvloed door de daktaal, het Standaardnederlands. Hoe dichter men bij de grens met het Oost-Veluws komt, hoe meer de dialecten afwijken van het Standaardnederlands. In het centrale deel waar het West-Veluws gesproken wordt, wordt hi staot gezegd, in het noordwesten hij steet. Vergeleken met het Oost-Veluwse hij/hee stiet, heeft dit een wat meer Nedersaksische invloed.